# Толмачёв, Владимир Александрович
Влади́мир Алекса́ндрович Толмачёв (1853—1932) — российский военный и государственный деятель, генерал-лейтенант (29.03.1909), командир Отдельного корпуса жандармов в 1912—1913 годах, военный губернатор Амурской области и наказной атаман Амурского казачьего войска, военный губернатор Приморской области и атаман Уссурийского казачьего войска.

## Биография
Родился 4 (16) ноября 1853 года в семье дворян Оренбургской губернии.
В 1872 году был выпущен из Пажеского корпуса корнетом в Гродненский гусарский лейб-гвардии полк, с которым в 1878 году участвовал в русско-турецкой войне; штабс-ротмистр с 30 августа 1877 года.
С 24 января 1881 года был переведён в Оренбургское казачье войско, войсковым старшиной; с 6 мая 1884 года — подполковник.
Занимал должности командира сотни, атамана 2-го войскового отдела Оренбургского казачьего войска, командира 2-й бригады Оренбургской казачьей дивизии. Участник русско-японской войны 1904—1905 гг. В 1906 году прикомандирован к штабу Варшавского военного округа, в 1907 году — начальник отдельной Забайкальской казачьей бригады, с 1907 по 1912 годы — начальник Уссурийской конной бригады.
С 26 января 1912 года по 25 января 1913 года — командир Отдельного корпуса жандармов. С января по август 1913 года состоял при МВД. С 20 августа 1913 года — военный губернатор Амурской области и наказной атаман Амурского казачьего войска. С 20 января 1916 года и до июня 1917 года — военный губернатор Приморской области и атаман Уссурийского казачьего войска. Был уволен от службы по болезни с мундиром и пенсией 14 июня 1917 года
После отставки служил по частному найму во Владивостоке. В период правления А. В. Колчака с 20 мая 1919 года был председателем отделения Особого совещания Главного штаба при управлении Приморского военного округа. С 5 мая 1920 года был зачислен в резерв сухопутных и морских сил Временного правительства на Дальнем Востоке до ассигнования пенсии и увольнения в отставку.
В 1921 году был арестован, содержался на гарнизонной гауптвахте Владивостока (27 июня — 12 июля). Был близок к А. А. Брусилову и освобождён по его ходатайству и поручительству.
Жил в Москве (по другим данным — во Владивостоке). 
Умер в 1932 году.

## Награды
- Орден Святого Станислава 3-й степени (30.08.1879)
- Орден Святой Анны 3-й степени (06.05.1884)
- Орден Святого Станислава 2-й степени (06.05.1889)
- Орден Святой Анны 2-й степени (06.05.1895)
- Орден Святого Владимира 4-й степени (06.05.1899)
- Орден Святого Владимира 3-й степени (06.05.1903)
- Орден Святого Станислава 1-й степени с мечами (18.11.1904)
- Орден Святой Анны 1-й степени с мечами (25.11.1904)
- Золотое оружие с надписью «За храбрость» (03.03.1905; утв. 28.01.1906)
- Орден Святого Владимира 2-й степени с мечами (27.06.1906)
- Орден Белого орла (06.12.1913)
- Орден Святого Александра Невского (ВП 01.09.1915)

Имел также медали: тёмно-бронзовую в память турецкой войны 1877—1878 гг.; румынский крест «За переход Дуная»; серебряные медали: в память царствования императора Александра III и коронации 1896 г.; тёмно-бронзовую медаль за труды по первой всеобщей переписи населения Российской империи; светло-бронзовые медали: в память русско-японской войны 1904—1905 гг. и за труды по всеобщей мобилизации 1914 г.